# Alice Williams
Alice Williams (* 24. Dezember 1998 in Brisbane) ist eine australische Wasserballspielerin. Sie gewann 2024 eine olympische Silbermedaille.

## Sportliche Karriere
Die 1,75 Meter große Alice Williams studierte 2024 Biomedizin an der Queensland University of Technology. Während der europäischen Saison spielt sie für Associazione Sportiva Orizzonte Catania. 2019 nahm Williams mit der australischen Studentinnenmannschaft bei der Universiade in Neapel teil und belegte den fünften Platz.
Mit der australischen Nationalmannschaft nahm Williams 2023 an der Weltmeisterschaft in Fukuoka teil. Nachdem die Australierinnen im Viertelfinale gegen die Griechinnen gewonnen hatten, verloren sie im Halbfinale gegen die Spanierinnen mit 10:12. Im Spiel um den dritten Platz unterlagen sie den Italienerinnen mit 14:16, wobei Williams mit drei Toren erfolgreichste Schützin ihrer Mannschaft war. 2024 verloren die Australierinnen bei der Weltmeisterschaft in Doha im Viertelfinale gegen das Team aus den Vereinigten Staaten und belegten letztlich den sechsten Platz. Ein halbes Jahr später erreichte die australische Mannschaft beim olympischen Wasserballturnier in Paris das Halbfinale durch einen Viertelfinalsieg über die Griechinnen. Im Halbfinale bezwangen die Australierinnen das Team aus den Vereinigten Staaten nach Penaltyschießen. Im Finale unterlagen die Australierinnen den Spanierinnen mit 9:11. Williams war mit fünf Toren erfolgreichste Werferin im Endspiel.